# El Tigre (serie animata)
El Tigre (El Tigre: The Adventures of Manny Rivera) è una serie televisiva a cartoni animati creata da Jorge R. Gutierrez e Sandra Equihua e trasmessa da Nickelodeon nel 2007.

## Trama
Ambientato nella fittizia metropoli messicana-americana di Miracle City, piena di criminalità, la serie segue le avventure del tredicenne Manny Rivera, altrimenti noto come El Tigre, un ragazzo con superpoteri che deve scegliere se stare dalla parte del Bene o quella del Male. Il padre di Manny è un supereroe noto come White Pantera e vuole che Manny cresca per diventare un supereroe e combattere il crimine. Al contrario, il nonno di Manny è un supercriminale noto come Puma Loco, il quale pensa che Manny dovrebbe diventare un supercattivo e scegliere la strada del Male.

## Personaggi e doppiatori
- Manny Rivera (El Tigre): doppiato in inglese da Alanna Ubach e in italiano da Davide Garbolino
- Frida Suárez: doppiato in inglese da Grey DeLisle e in italiano da Tosawi Piovani
- Rodolfo Rivera (White Pantera): doppiato in inglese da Eric Bauza e in italiano da Paolo Sesana
- Nonno Rivera (Puma Loco): doppiato in inglese da Carlos Alazraqui e in italiano da Pietro Ubaldi
- Maria Rivera (Plata Peligrosa): doppiato in inglese da April Stewart